# Neptunea pribiloffensis
Neptunea pribiloffensis, common name the Pribilof whelk, là một loài ốc biển, là động vật thân mềm chân bụng sống ở biển trong họ Buccinidae.

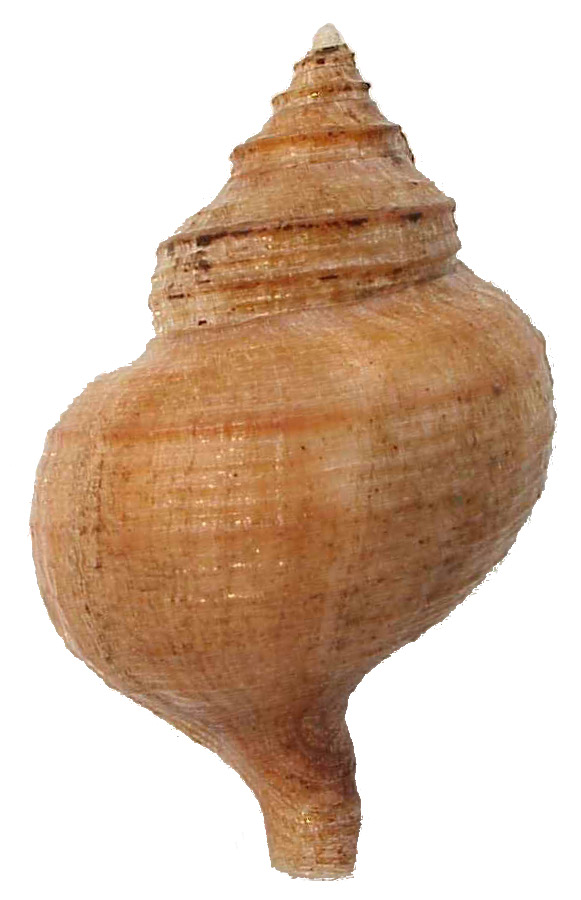
Abapertural view of the vỏ ốc Neptunea pribiloffensis.

## Hình ảnh

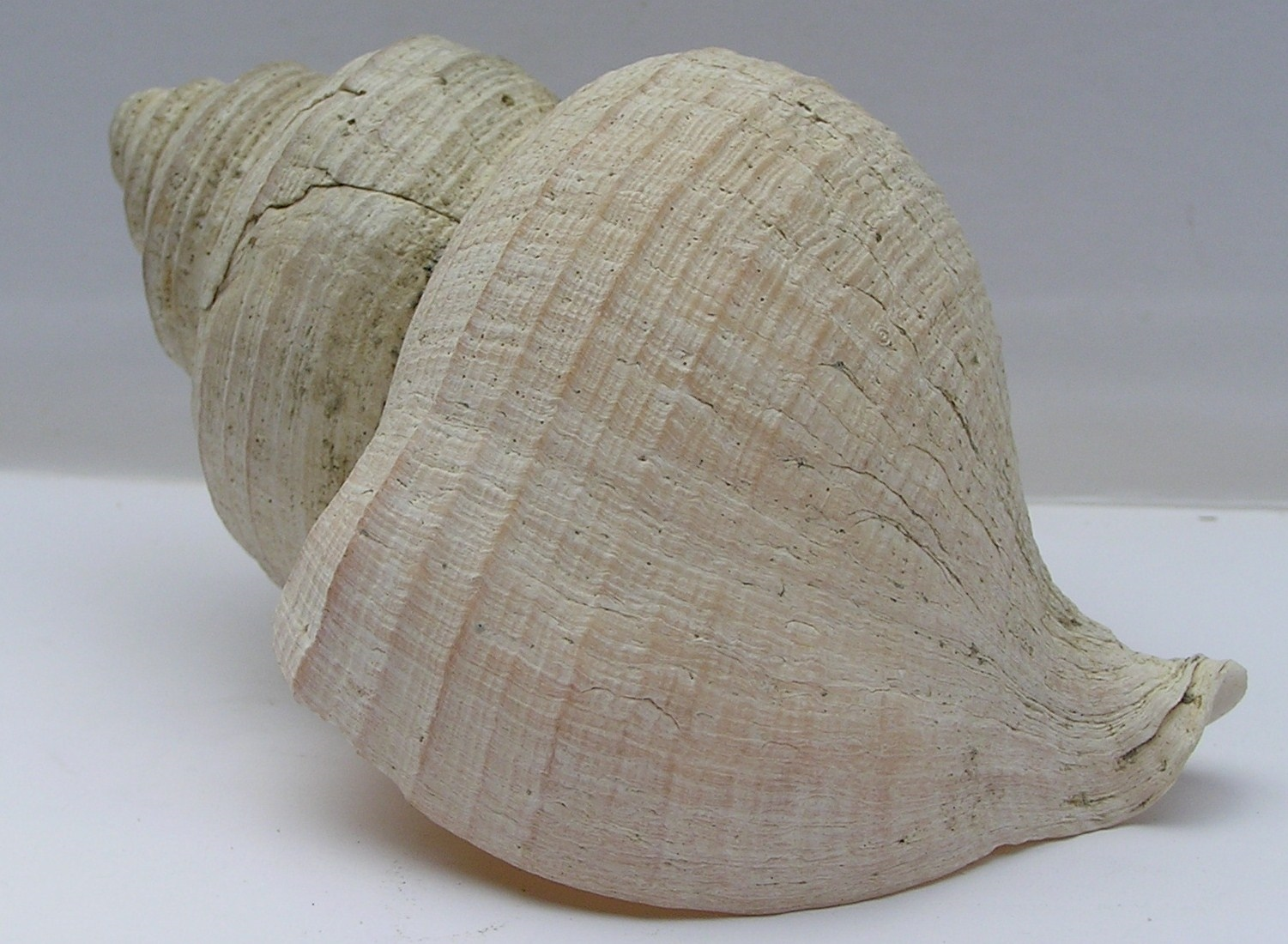
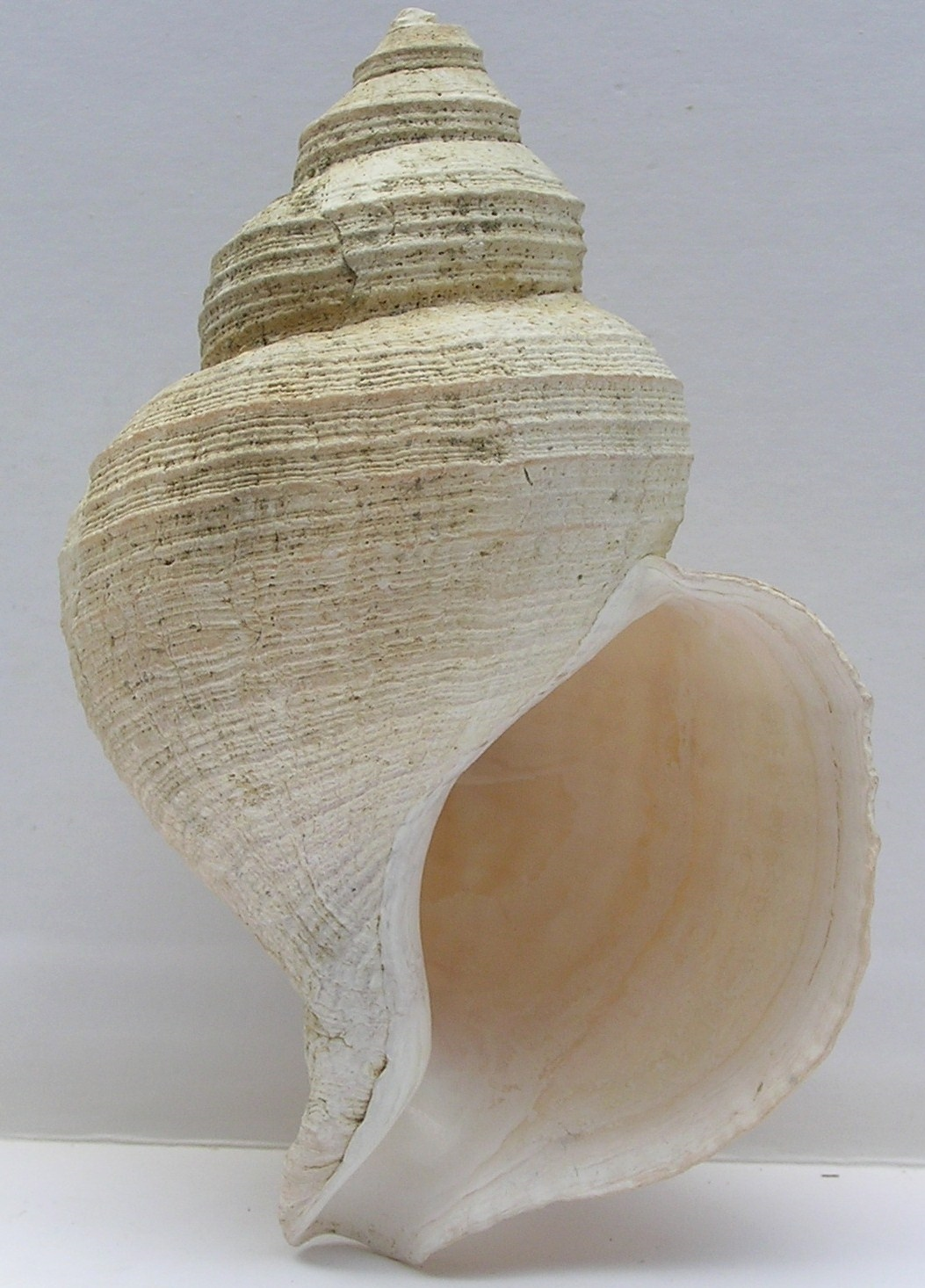